# Plakina pacifica
Plakina pacifica är en svampdjursart som beskrevs av Desqueyroux-Faúndez och van Soest 1997. Plakina pacifica ingår i släktet Plakina och familjen Plakinidae.
Artens utbredningsområde är havet kring Galapagosöarna. Inga underarter finns listade i Catalogue of Life.